# Aleksander Wojtasik
Aleksander Wojtasik, född 1 augusti 2007, är en polsk kortdistanslöpare.

## Karriär
Wojtasik gjorde internationell mästerskapsdebut vid U18-EM 2024 i Banská Bystrica, där han blev utslagen i semifinalen på 200 meter med tiden 21,64 sekunder. Wojtasik sprang även försöksheatet på 1 000 meter stafett där det polska laget sedermera tog guld i finalen. Följande år blev han utslagen i semifinalen på 200 meter vid U20-EM i Tammerfors efter ett lopp på 21,63 sekunder. Wojtasik var även en del av det polska stafettlaget som tog brons på 4×100 meter efter ett lopp på 40,17 sekunder.
Wojtasik har blivit polsk inomhusmästare två gånger på 4×200 meter (2024, 2025).

## Personliga rekord
- 100 meter: 10,53 s (+1,5 m/s), 25 juli 2025 i Włocławek
  - 60 meter (inomhus): 6,86 s, 14 februari 2025 i Wrocław
- 200 meter: 21,28 s (+0,4 m/s), 27 juli 2025 i Włocławek
  - 200 Meter (inomhus): 21,59 s, 16 februari 2025 i Wrocław